# Carulaspis atlantica
Carulaspis atlantica är en insektsart som först beskrevs av Karl Hermann Leonhard Lindinger 1911.  Carulaspis atlantica ingår i släktet Carulaspis och familjen pansarsköldlöss. Inga underarter finns listade i Catalogue of Life.